# Castelo dos Mouros

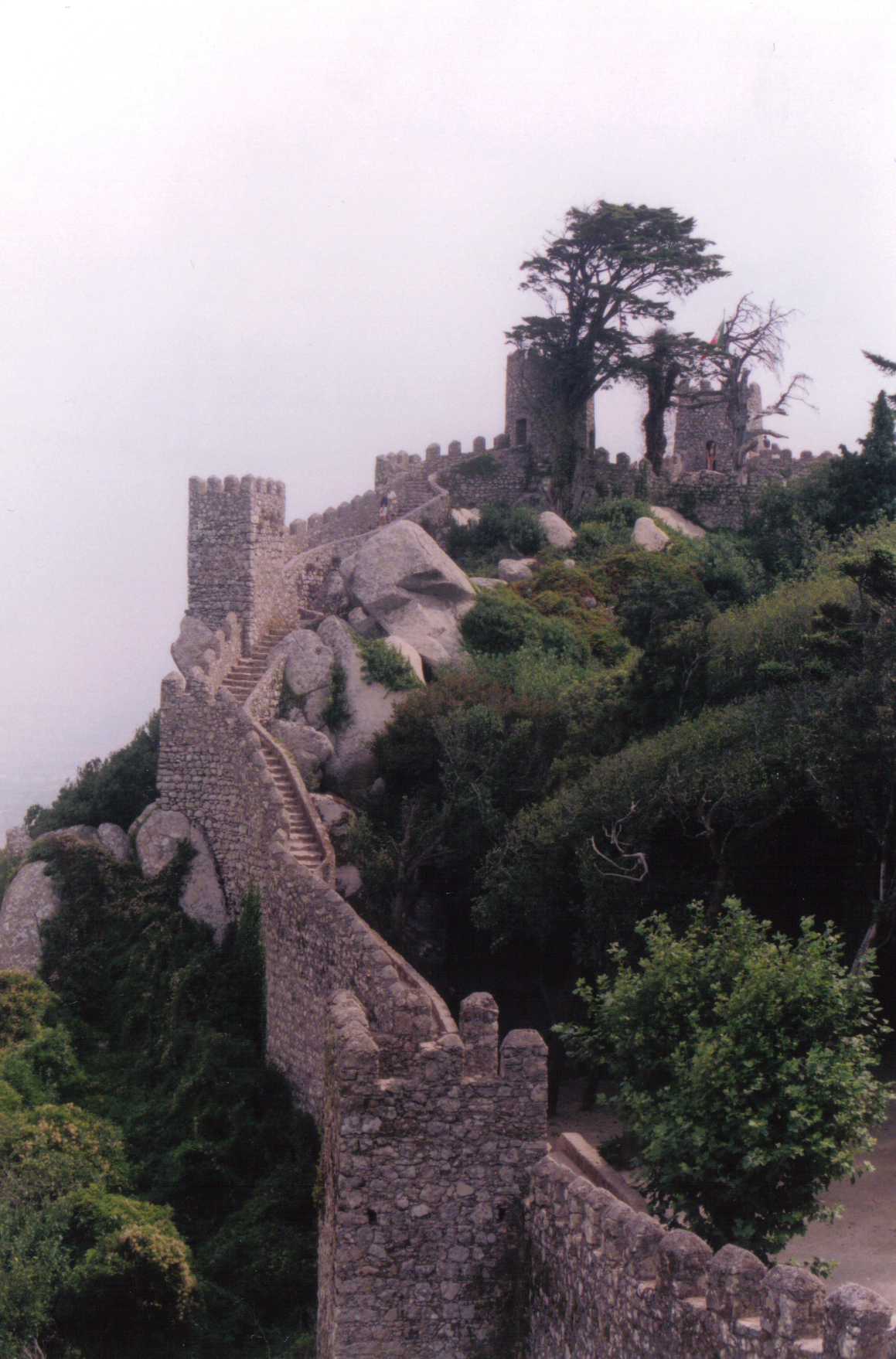
Castelo dos Mouros

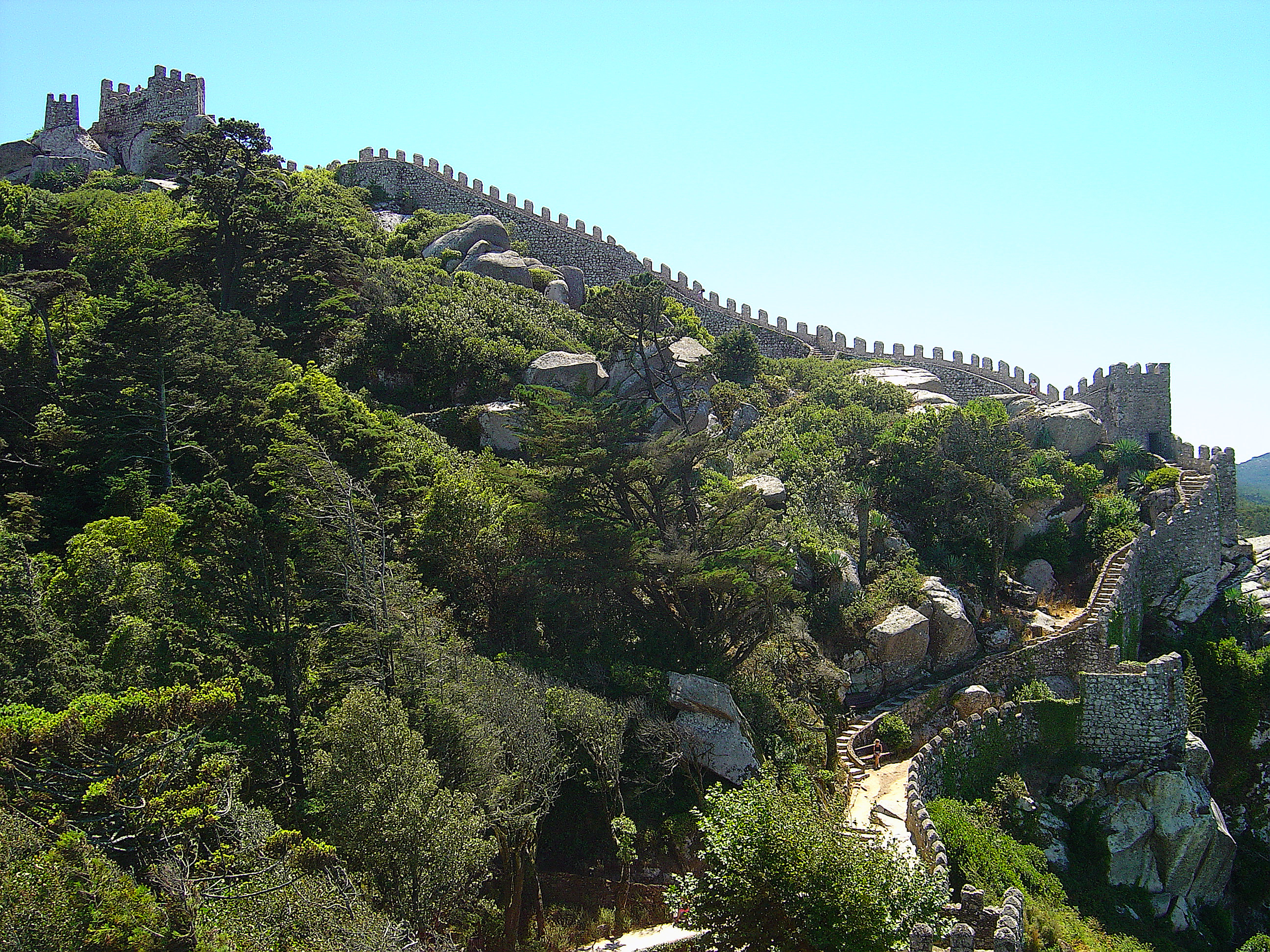
Castelo dos Mouros

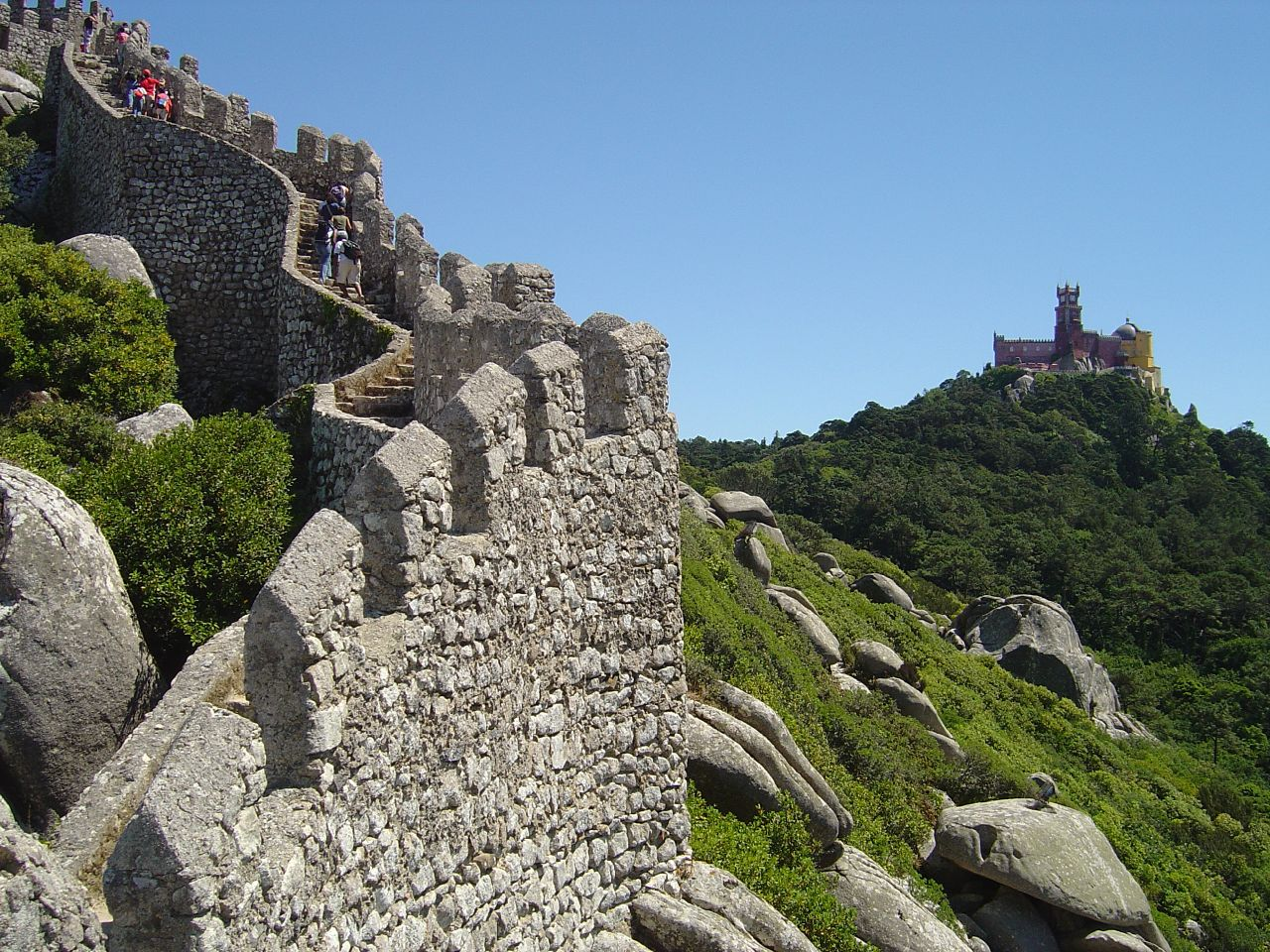
De muur van het kasteel met op de achtergrond het Palácio da Pena

Het Castelo dos Mouros ("Morenkasteel") ligt op een heuvel boven het Portugese plaatsje Sintra.
Het ligt in de wijk São Pedro de Penaferrim. Het complex staat, samen met de hele omgeving van Sintra, sinds 1995 op de Werelderfgoedlijst van UNESCO.
De muren van het kasteel hebben een totale lengte van 450 meter. Deze omspannen een gebied van 1,2 hectare. Wat opvalt is dat de poorten zogenaamde hoefijzerbogen hebben. Binnen de muren staat een ingestorte kerk. De muren en een deel van de apsis staat er nog. Onder de kapel zijn graftombes gevonden. De grootste toren op het terrein, de Torre Real is via een trap met 500 treden te bereiken.

## Geschiedenis
Toen de Moren in de 8e eeuw het Iberisch schiereiland veroverden, zochten zij een manier om hun macht te consolideren over de gebieden rond Sintra, Lissabon, Mafra en Cascais. De bergrug rond Sintra bleek hiervoor van strategisch belang. Hierom werd op deze plek in de 9e en 10e eeuw een groot kasteel gebouwd.
In 1147 vond de Slag om Lissabon plaats. Dit was een onderdeel van de Reconquista. Hier werden de Moren verslagen en gaven zij zich over aan koning Alfons de eerste.
In 1154 gaf koning Sancho de eerste opdracht tot een flinke opknapbeurt. Ook werd er een kerk binnen de muren gebouwd.
In de 15e eeuw verloor het kasteel langzaam zijn functie en begon het verval. In de 16e eeuw werd het verlaten.
In 1830 begon een grootschalige renovatie in opdracht van koning Ferdinand II.

## Trivia
- In de 16e eeuw woonde de Portugese dichter Bernardim Ribeiro in de Torre Real, de grootste toren van het complex.